# Tarek Mostafa
Tarek Mostafa (en árabe: طارق مصطفى‎; Imbaba, Egipto, 1 de abril de 1971) es un exfutbolista y entrenador de fútbol de Egipto que jugaba en la posición de centrocampista.

## Carrera

### Club
| Periodo   | Club               |
| --------- | ------------------ |
| 1989-1990 | Aswan SC           |
| 1990-1992 | Eastern Company SC |
| 1992-1995 | Ma'aden SC         |
| 1995—1999 | Zamalek SC         |
| 1999—2000 | Neuchâtel Xamax    |
| 1999—2000 | Ankaragücü         |
| 2000—2001 | Ismaily SC         |
| 2001—2003 | Ma'aden SC         |
| 2003—2006 | Itesalat SC        |
| 2006—2007 | Petrojet FC        |
| 2007—2009 | El Gouna FC        |

### Selección nacional
Jugó para Egipto en 34 ocasiones de 1996 a 2001 y anotó dos goles; participó en la Copa Africana de Naciones 1998 donde fue campeón y anotó un gol.		

### Entrenador
| Periodo   | Club                 |
| --------- | -------------------- |
| 2014–2015 | Difaâ El Jadidi      |
| 2016      | Smouha SC            |
| 2016–2017 | Al Urooba Club       |
| 2017      | Al-Fujairah SC       |
| 2018–2019 | Rapide Oued Zem      |
| 2022      | Olympic Club de Safi |

## Logros

### Club
- Copa Africana de Clubes Campeones: 1996
- CAF Super Cup: 1997
- Afro-Asian Club Championship: 1997
- Egypt Cup: 1999

### Selección nacional
- Africa Cup of Nations: 1998